# Ocean Viking
Ocean Viking es un barco humanitario fletado desde julio de 2019 por la asociación SOS Méditerranée.

## Historia
El 21 de julio de 2019, SOS Méditerranée anunció una nueva campaña de rescate frente a la costa de Libia, utilizando un carguero, el Ocean Viking. El enfoque cuenta con el apoyo de las autoridades noruegas, que le han dado una bandera al barco. La operación cuesta € 14 000 por día. El buque, que tiene 69 m de largo por 15 m, fue construido en 1986 para servir de apoyo para plataformas petrolíferas en el mar del Norte. Es operado por una treintena de personas (nueve tripulantes, un equipo de búsqueda y rescate y personal médico) y puede transportar hasta 200 pasajeros. Es más rápido y está mejor equipado que el Aquarius. Los micrófonos y cámaras a bordo permitirán registrar todo lo que sucede a bordo y alrededor del barco, para posiblemente probar que el trabajo se realizó dentro de un marco legal. El barco, que respetará la prohibición de desembarcar inmigrantes en puertos italianos incluso prohíbe repostar en Malta.

## Intervenciones
Durante su primera salida, cuatro misiones de rescate en los días 9, 10 y 11 de agosto de 2019, elevaron el número de refugiados a bordo a 356, a los que se sumaron otros 160 a bordo del barco Open Arms.
El 29 de enero de 2020, cuando 407 migrantes (recuperados después de cinco operaciones de rescate nocturnas en menos de 72 horas frente a Libia) desembarcaron en Taranto, el número de personas salvadas gracias a las operaciones de este barco había ascendido a más de 1600.
El barco fue incautado durante cinco meses a partir de julio de 2020, tiempo durante el cual se agregó equipo adicional y se liberó el 21 de diciembre de 2020. Ocean Viking reanudó sus operaciones en enero de 2021, embarcando a periodistas de Mediapart. La tripulación rescató a 119 migrantes frente a la costa de Libia el 21 de enero de 2021; dos rescates más al día siguiente elevaron el número de migrantes a bordo a 374. Desembarcaron el 25 de enero en Augusta en Sicilia.
A finales de marzo de 2021, el Ocean Viking quedó varado al sur de Malta, pendiente de permiso para desembarcar a 116 migrantes rescatados la semana anterior. Luego, la tripulación del barco intentó rescatar a más migrantes durante el hundimiento del 22 de abril de 2021 en el Mediterráneo, pero sin éxito.